# Megachile distinguenda
Megachile distinguenda là một loài Hymenoptera trong họ Megachilidae. Loài này được Ruiz mô tả khoa học năm 1941.